# أيزو 3166-2:AX

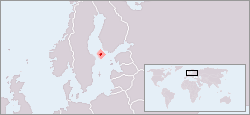

أيزو 31166-2:AX هو الجزء المخصص لأولند في أيزو 3166-2، وهو جزء من معيار أيزو 3166 الذي نشرته المنظمة الدولية للتوحيد القياسي (أيزو)، والذي يُعرف رموز لأسماء التقسيمات الرئيسية (مثل الأقاليم، الجهات، المقاطعات أو الولايات) من جميع البلدان في ترميز أيزو 3166-1.
أولند، وهي مستقلة عن قائمة بمناطق فنلندا (سابقاً مقاطعات فنلندا)، تم تعيين رمز أيزو 3166-1 حرفي-2 AX لجزر آلاند منذ 2004 (طالع أيزو 3166-1).
وعلاوة على ذلك، تعين رمز أيزو 3166-2 FI-01 لأولند تحت رمز (أيزو 3166-2:FI) الخاص بفنلندا.